# Aars Sogn
Aars Sogn er et sogn i Vesthimmerlands Provsti (Viborg Stift).
I 1800-tallet var Havbro Sogn anneks til Aars Sogn. Begge sogne hørte til Års Herred i Aalborg Amt. Aars-Havbro sognekommune blev senere delt i to selvstændige sognekommuner. Ved kommunalreformen i 1970 indgik både Aars og Havbro i Aars Kommune, der ved strukturreformen i 2007 blev indlemmet i Vesthimmerlands Kommune.
I Aars Sogn findes Aars Kirke.
I sognet findes følgende autoriserede stednavne:
- Borremose (areal)
- Dybvadbro (bebyggelse)
- Gundestrup (bebyggelse, ejerlav)
- Oustrup Mark (bebyggelse)
- Pisselhøj (bebyggelse, ejerlav)
- Pugholm (bebyggelse, ejerlav)
- Rasdal (bebyggelse)
- Sjøstrup (bebyggelse, ejerlav)
- Slemstrup (bebyggelse, ejerlav)
- Stenildvad (bebyggelse, ejerlav)
- Svenstrup (bebyggelse, ejerlav)
- Tandrup (bebyggelse, ejerlav)
- Tolstrup (bebyggelse, ejerlav)
- Aars (bebyggelse, ejerlav)